# Crocidolomia limatalis
Crocidolomia limatalis là một loài bướm đêm trong họ Crambidae.